# Yinggarda
Yinggarda är ett australiskt språk som talades av 5 personer år 1981. Yinggarda talas i Väst-Australien. Yinggarda tillhör de pama-nyunganska språken.